# Saint-Aubin-sur-Quillebeuf
Saint-Aubin-sur-Quillebeuf è un comune francese di 622 abitanti situato nel dipartimento dell'Eure nella regione della Normandia.

## Società

### Evoluzione demografica
Abitanti censiti